# Viralni marketing
Virusni marketing, poznat i kao viralni marketing, je tehnika u marketingu kojom reklamu dobrovoljno prenose sami korisnici nekog proizvoda, usluge ili poruke. U idealnom slučaju svaki korisnik ih šalje većem broju novih korisnika šireći reklamu ogromnom brzinom, takoreći brzinom širenja virusa.
Ova vrsta marketinga je mnogo jeftinija od ostalih konvencionalnih načina reklamiranja. Virusni marketing se primenjuje i na internetu, gde se reklama brzo širi, često u obliku humorističkih video klipova, slika, poruka i fleš igara.